# Film in 1976
Dit artikel gaat over de film in het jaar 1976.

## Lijst van films
- 1900 (ook bekend als Novecento)
- All the President's Men
- Ansikte mot ansikte
- Asterix verovert Rome (Franse titel: Les Douze Travaux d'Astérix)
- The Bad News Bears
- Bound for Glory
- Buffalo Bill and the Indians, or Sitting Bull's History Lesson
- Bugsy Malone
- Car Wash
- Carrie
- Casanova
- The Eagle Has Landed
- The Enforcer
- De fluit met de zes smurfen (Franse titel: La Flûte à six schtroumpfs)
- Freaky Friday
- The Front
- Harlan County, USA
- Herz aus Glas
- Je t'aime moi non plus
- King Kong
- The Last Tycoon
- Logan's Run
- The Man Who Fell to Earth
- Marathon Man
- La Marge
- The Message: The Story of Islam (ook bekend als Mohammad: Messenger of God)
- Network
- Obsession
- The Omen
- The Outlaw Josey Wales
- Pallieter
- The Pink Panther Strikes Again
- Robin and Marian
- Rocky
- The Shootist
- Silver Streak
- A Star Is Born
- Taxi Driver
- The Tenant (Franse titel: La Locataire)
- To Fly!
- La Victoire en chantant
- Voyage of the Damned

### Lijst van Nederlandse films
- Alle dagen feest
- Dood van een non
- Max Havelaar
- Peter en de vliegende autobus
- Toestanden
- Vandaag of morgen
- Wan Pipel

1870-1879 · 1880-1889 · 1890 · 1891 · 1892 · 1893 · 1894 · 1895 · 1896 · 1897 · 1898 · 1899 · 1900 · 1901 · 1902 · 1903 · 1904 · 1905 · 1906 · 1907 · 1908 · 1909 · 1910 · 1911 · 1912 · 1913 · 1914 · 1915 · 1916 · 1917 · 1918 · 1919 · 1920 · 1921 · 1922 · 1923 · 1924 · 1925 · 1926 · 1927 · 1928 · 1929 · 1930 · 1931 · 1932 · 1933 · 1934 · 1935 · 1936 · 1937 · 1938 · 1939 · 1940 · 1941 · 1942 · 1943 · 1944 · 1945 · 1946 · 1947 · 1948 · 1949 · 1950 · 1951 · 1952 · 1953 · 1954 · 1955 · 1956 · 1957 · 1958 · 1959 · 1960 · 1961 · 1962 · 1963 · 1964 · 1965 · 1966 · 1967 · 1968 · 1969 · 1970 · 1971 · 1972 · 1973 · 1974 · 1975 · 1976 · 1977 · 1978 · 1979 · 1980 · 1981 · 1982 · 1983 · 1984 · 1985 · 1986 · 1987 · 1988 · 1989 · 1990 · 1991 · 1992 · 1993 · 1994 · 1995 · 1996 · 1997 · 1998 · 1999 · 2000 · 2001 · 2002 · 2003 · 2004 · 2005 · 2006 · 2007 · 2008 · 2009 · 2010 · 2011 · 2012 · 2013 · 2014 · 2015 · 2016 · 2017 · 2018 · 2019 · 2020 · 2021 · 2022 · 2023 · 2024 · 2025